# Хабаровский государственный фармацевтический институт
Хабаровский государственный фармацевтический институт — медицинское высшее учебное заведение в Хабаровске, существовавшее в 1981—1994 годах.

## История
Хабаровский государственный фармацевтический институт был создан в 1981 году на базе фармацевтического факультета Хабаровского государственного медицинского института согласно постановлению Совета министров РСФСР от 26 сентября 1980 года № 460 и приказа Министерства здравоохранения РСФСР от 4 ноября 1980 года № 587. Находился вуз в подчинении Министерства здравоохранения РСФСР.
В составе института был один дневной факультет, он являлся вузом 3-й категории, основным направлением учебной деятельности этого учебного заведения являлась подготовка студентов по специальности фармация. Первый набор студентов в количестве 250 человек был проведен в 1981/82 учебном году. Также с 1 сентября 1981 года в ведение медицинского института были переданы студенты 2-го и 3-го курсов фармацевтического факультета Хабаровского государственного медицинского института (ныне Дальневосточный государственный медицинский университет). В качестве материальной базы вновь созданному институту были временно переданы площади, занимаемые ранее фармацевтическим факультетом Хабаровского государственного медицинского института. А 2 февраля 1982 года совместным решением Краевого комитета КПСС и Краевого исполнительного комитета было решено передать Хабаровскому государственному фармацевтическому институту бывшее здание института и «Хабаровскгражданпроект» по адресу: Амурский бульвар, 27.
Первым и единственным ректором института был кандидат фармацевтических наук, доцент Джумаев Мэлс Аннаевич (род. 1943). Кроме административно-хозяйственных подразделений, Хабаровский государственный фармацевтический институт включал:
- кафедры:
  - Марксизма-ленинизма
  - Физическое воспитание
  - Иностранных и латинского языка
  - Физики, биофизики и высшей математики
  - Неорганической и физколлоидной химии
  - Аналитической химии
  - Органической и биологической химии
  - Фармакогнозии и ресурсоведения лекарственных растений
  - Ботаники с биологией
  - Физиологии с анатомией и курсом патологии
  - Фармацевтической и токсикологической химии
  - Технологии лекарственных форм и биофармации
  - Организации и экономики фармации с курсами советского права и введения в специальность
- курсы:
  - Медицинского и фармацевтического товароведения, гигиены, специальной подготовки, гражданской обороны, медицинской службы гражданской обороны
  - Микробиология
  - Фармакологии, фармакотерапии и первой доврачебной помощи

За время своего существования структура фармацевтического института претерпевала многие изменения. Проработав по 1994 год, согласно приказу Правительства РФ от 07.03.1995 № 230 и приказу Министерства здравоохранения медицинской промышленности РФ от 26.04.1995 № 109 «О реорганизации Хабаровского государственного фармацевтического института и Хабаровского государственного медицинского института», фармацевтический институт был реорганизован путем присоединения к медицинскому институту в качестве его структурного подразделения — фармацевтического факультета. Закрытием вуза занималась специальная ликвидационная комиссия.
В Государственном архиве Хабаровского края имеются документы, относящиеся к указанному вузу.